# 佩皮尼昂站
佩皮尼昂站，是法国的一个铁路车站，位于法国南部城市，东比利牛斯省的省会佩皮尼昂（法語：Perpignan）。佩皮尼昂站是该省境内最大的火车站，也是法国本土前往巴塞罗那方向的必经之路。

## 位置

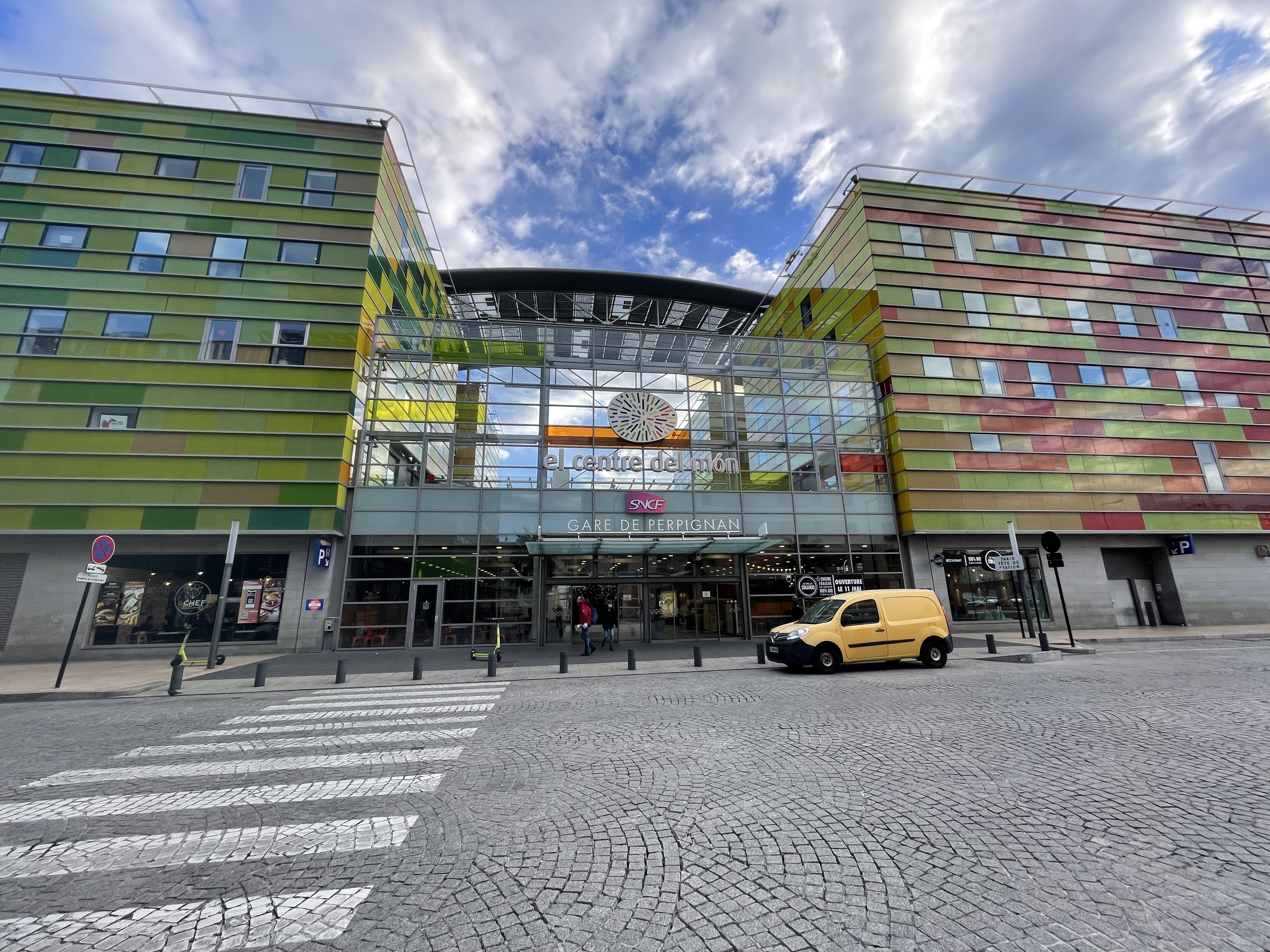
西站房

佩皮尼昂站位于佩皮尼昂市区西侧，巴萨河（La Bassa）北岸，距离佩皮尼昂市政府（Mairie）大约1100米。车站呈南北走向，东西两侧均有出入口。其中东侧为佩皮尼昂站的主站房和正门，正对佩皮尼昂市中心，旁边是大型的露天停车场；西侧为新建的高铁候车厅和站台，以及大型的商业购物中心和长途汽车站。站内有地下通道连接。

## 车站历史
佩皮尼昂站最初建于1858年。为迎接新开通的佩皮尼昂-菲格雷斯高速铁路，佩皮尼昂站新开辟的高铁站场，位于原车站的西侧，并于2011年投入使用。

## 停靠线路

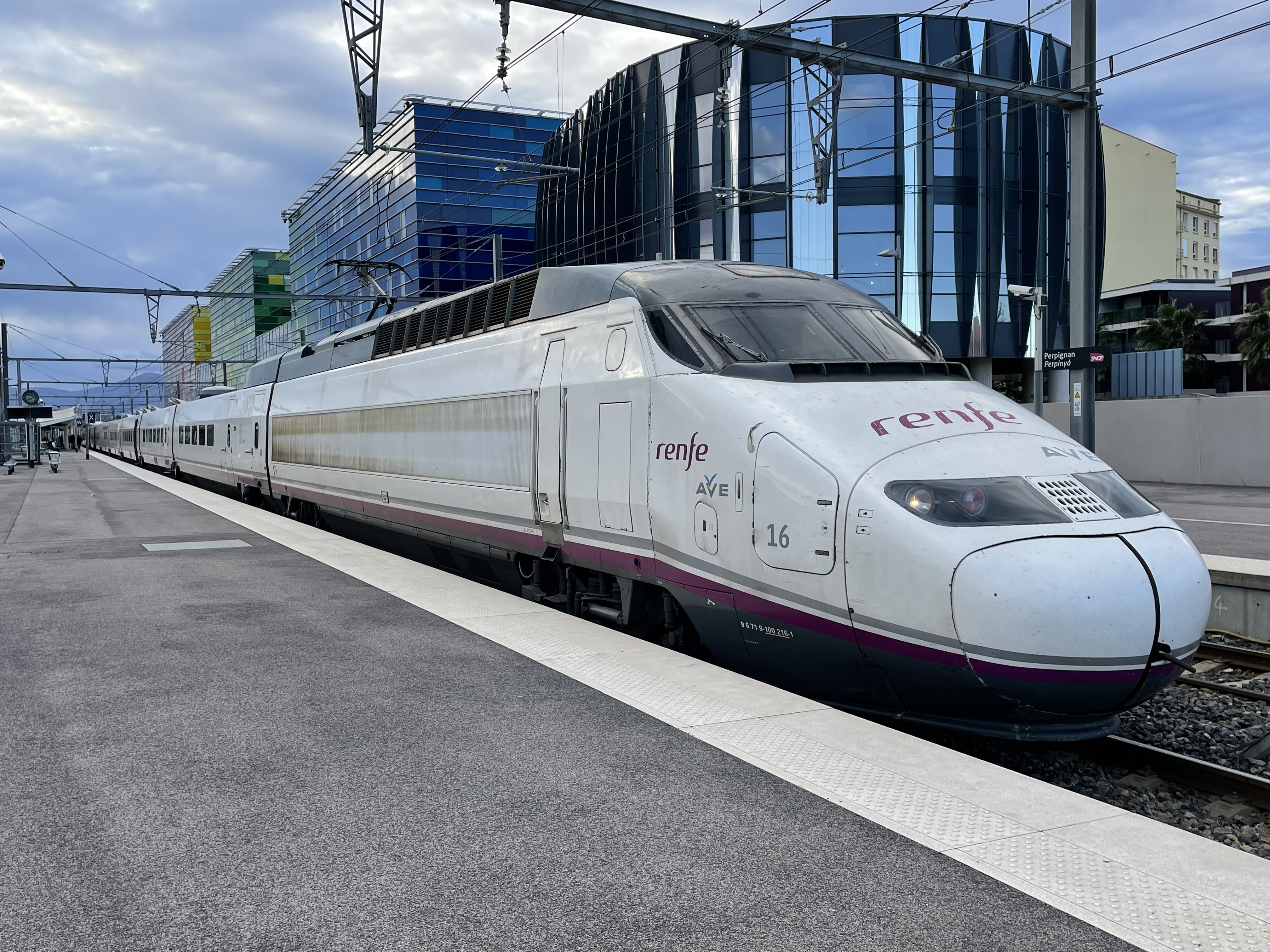
西班牙高速铁路列车停靠

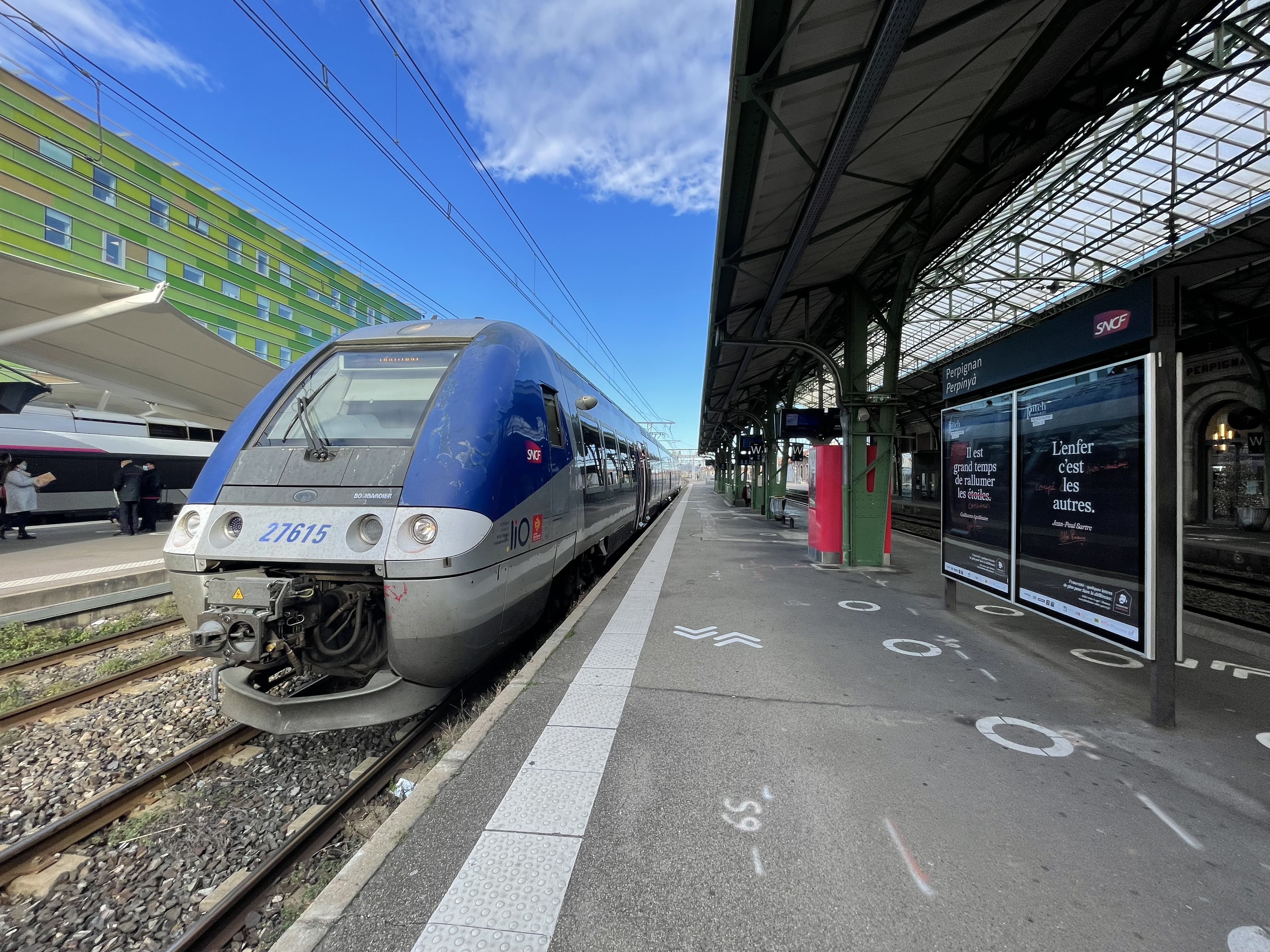
往波尔沃的城际列车停靠

以下列车线路在佩皮尼昂站停靠：
| 佩皮尼昂站列车线路表                               |               |            |                          |              |
| 线路                                               | 车种          | 上一站     | 下一站                   | 大致运行频率 |
| 巴黎—佩皮尼昂                                      | TGV/iDTGV     | 纳博讷     | （终点）                 | 每天4趟左右  |
| 巴黎—巴塞罗那                                      | TGV           | 纳博讷     | 菲格雷斯-比拉凡          | 每天2趟左右  |
| 布鲁塞尔/里尔—佩皮尼昂                             | TGV           | 纳博讷     | （终点）                 | 每周2趟左右  |
| 里昂—佩皮尼昂/巴塞罗那                             | TGV           | 纳博讷     | （终点）/菲格雷斯-比拉凡 | 每天1~2趟    |
| 马赛—马德里                                        | AVE （RENFE） | 纳博讷     | 菲格雷斯-比拉凡          | 每天1趟      |
| 图卢兹—巴塞罗那                                    | AVE （RENFE） | 卡尔卡松   | 菲格雷斯-比拉凡          | 每天1趟      |
| 阿维尼翁/马赛/尼姆/蒙彼利埃/纳博讷—佩皮尼昂        | TER           | 利弗萨勒特 | （终点）                 | 每天7趟左右  |
| 阿维尼翁/马赛/尼姆/蒙彼利埃/纳博讷—塞尔贝尔/波尔沃 | TER           | 利弗萨勒特 | 埃勒讷                   | 每天11趟左右 |
| 佩皮尼昂—自由城维尔奈莱班                          | TER           | （起点）   | 勒索勒尔                 | 每天8趟左右  |
| 1. 2.                                              |               |            |                          |              |

## 配套交通

### 长途客车
佩皮尼昂站配套的佩皮尼昂汽车站（Gare Routière）位于佩皮尼昂站西侧，站内有指示牌。
| 停靠佩皮尼昂汽车站的大巴车 |                           |                                                                        |
| 上下车地点                 | 运营单位                  | 主要目的地                                                             |
| 佩皮尼昂汽车站             | Eurolines                 | （可通过联程中转前往欧洲乃至摩洛哥各地）                               |
| 佩皮尼昂汽车站             | Flixbus                   | 普罗旺斯地区艾克斯、尼姆、蒙彼利埃、巴塞罗那                           |
| 佩皮尼昂汽车站             | Isilines                  | 巴黎、奥尔良、克莱蒙费朗、蒙彼利埃                                     |
| 佩皮尼昂汽车站             | 东比利牛斯省城际客运 cg66 | 济朗、普拉德、圣西普里安、圣热尼斯代丰泰内、科尔贝尔、塞尔贝尔         |
| 佩皮尼昂汽车站             | SNCF                      | （当某条铁路线施工或罢工时，SNCF可能会提供途径该线路沿途站点的大巴车） |
| 1. 2. 3. 4.                |                           |                                                                        |

### 市内交通
| 佩皮尼昂站附近的市内公共交通线路 |                                      |                                                                 |
| 公交车站名称                     | 位置                                 | 停靠线路                                                        |
| Gare TGV                         | 佩皮尼昂站西侧                       | 2路、6路、8路、9路、13路、14路、15路、34路                      |
| Gare SNCF                        | 佩皮尼昂站东侧（仅由东向北单向设站） | 2路、6路、8路、9路、13路、14路、15路、17路、34路、夜间线（N线） |
| 1.                               |                                      |                                                                 |

## 艺术
佩皮尼昂站是连接法国和加泰罗尼亚之间的必经之路，而佩皮尼昂本身又是法国境内最大的加泰罗尼亚城市，其特殊的地理位置使得佩皮尼昂站在法国乃至欧洲艺术史上都占有一席之地。
西班牙裔画家萨尔瓦多·达利曾长期往返于法国和西班牙之间，并于1965年创作了《佩皮尼昂火车站》（法語：la gare de Perpignan）。
法国著名歌手夏尔勒·特雷内也在其专辑中收录了《在佩皮尼昂站》（法語：À la gare de Perpignan）。

## 临近车站
| 佩皮尼昂站（Gare de Perpignan） |                            |                 |
| 上行车站                        | 线路                       | 下行车站        |
| 利弗萨勒特站                    | 纳博讷－波尔沃铁路         | 埃勒讷站        |
| （起点）                        | 佩皮尼昂－菲格雷斯高速铁路 | 菲格雷斯-比拉凡 |
| （起点）                        | 佩皮尼昂－维尔奈莱班铁路   | 勒索勒尔站      |
| - 本表仅显示运营中的线路及车站  |                            |                 |